# Eierkool

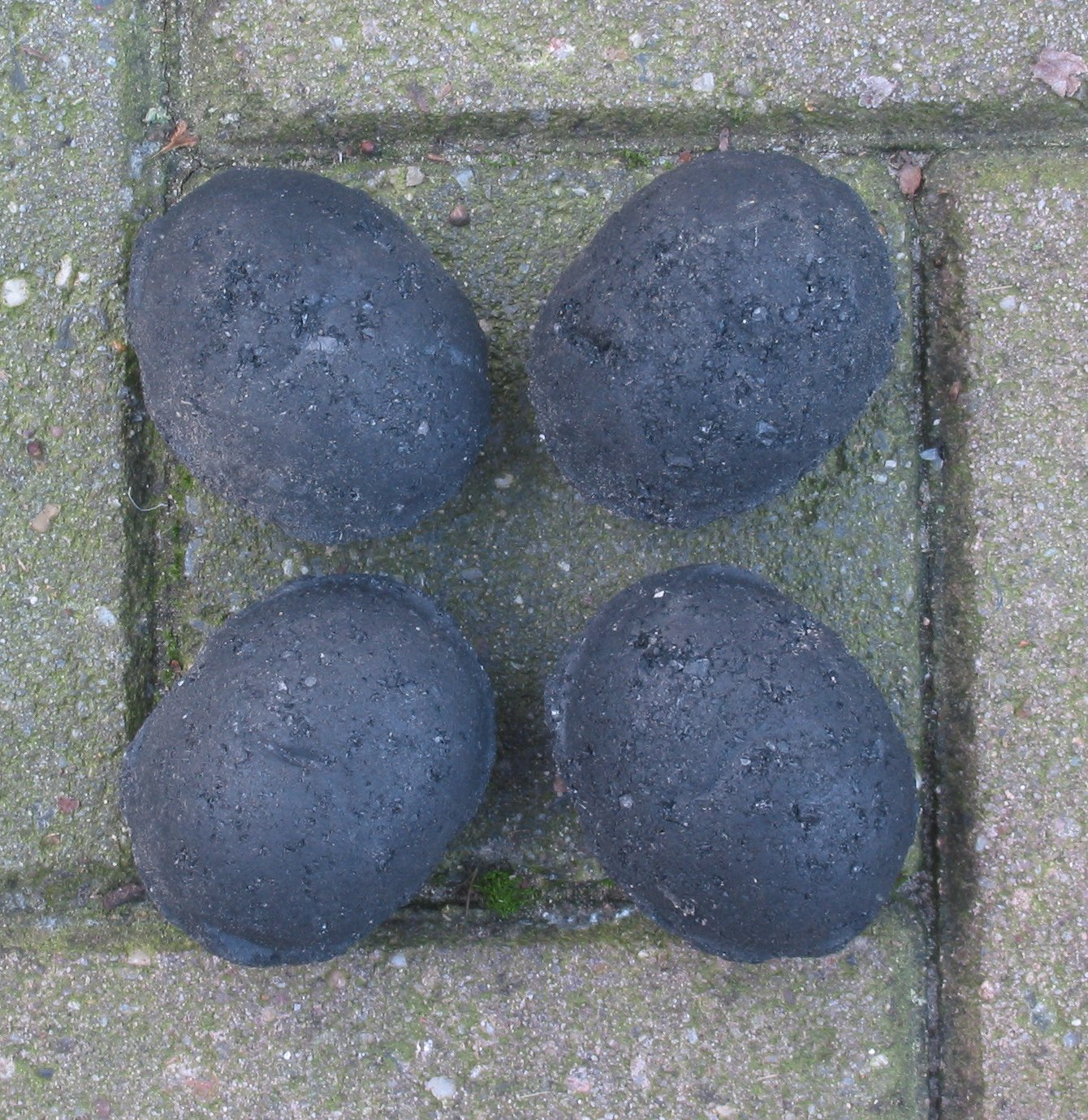
eierkolen

Eierkolen of extraciet zijn briketten die bestaan uit met pek samengeperste fijnkolen en kolenstof, waarmee vooral potkachels gestookt werden voor de verwarming van huizen.
Een eierkool weegt 50 gram, is 55 mm lang, 42 mm breed en heeft een doorsnede van 34 mm.

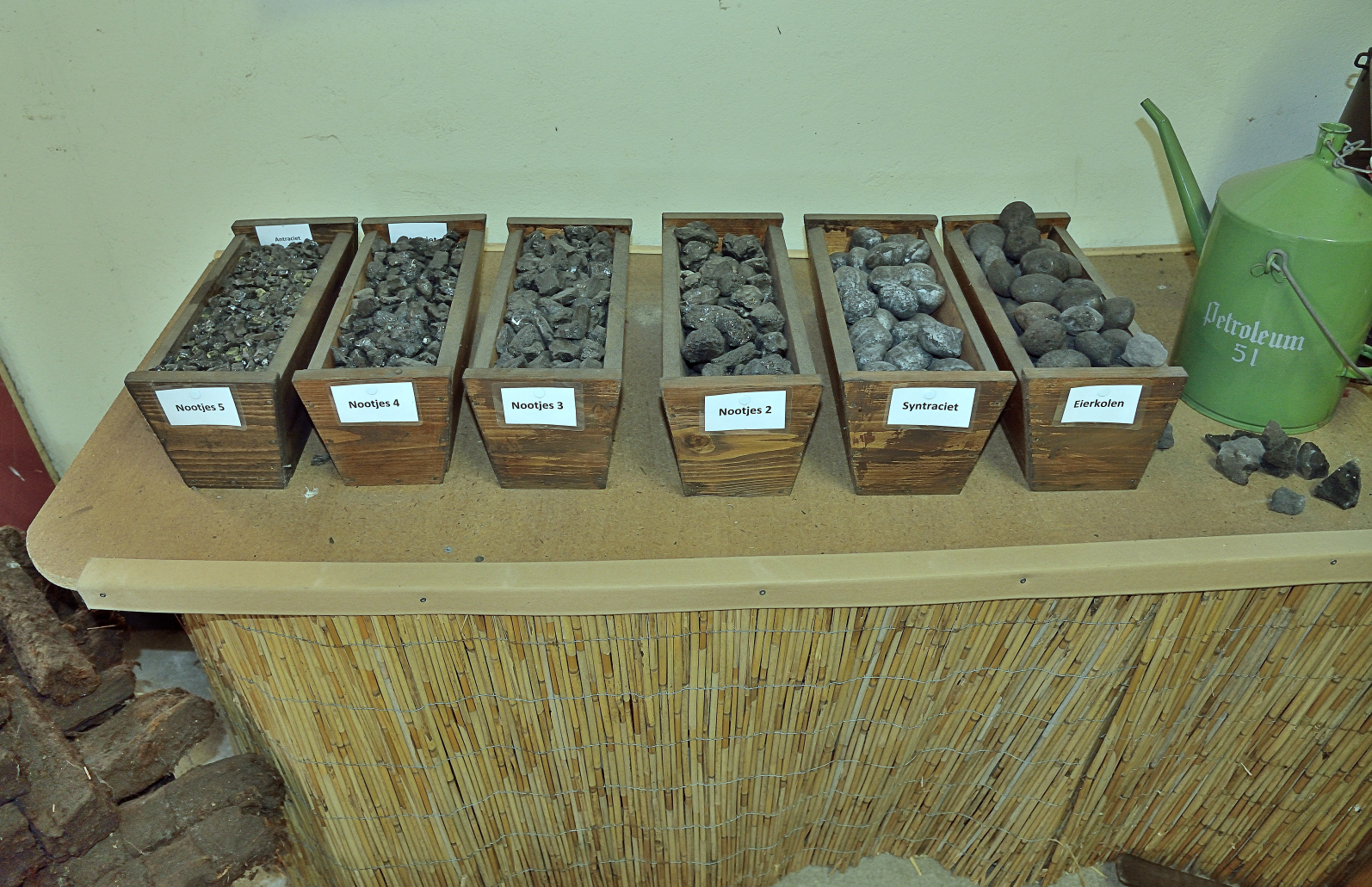
Soorten huisbrandkool, eierkool staat rechts